# Edelsittiche
Die Edelsittiche (Psittacula) sind eine Gattung der Papageien (Psittacidae). Das Hauptverbreitungsgebiet erstreckt sich von Asien über den gesamten indischen Subkontinent über Bangladesch bis nach China und Thailand. Ein weiteres Verbreitungsgebiet einiger Unterarten ist in Afrika im Senegal und Guinea in einem breiten Band durch den Sahel bis in den Südsudan. In Äthiopien bis nach Dschibuti und Somalia gibt es Unterarten des Halsbandsittiches.
Die Gattung umfasst 15 Arten, davon sind drei früher endemisch auf Inseln des Indischen Ozeans lebende Arten ausgestorben. Von den Inselarten lebt heute nur noch der Mauritiussittich. Mehrere Arten werden noch in Unterarten unterteilt.
Edelsittiche sind schon seit der Antike in Europa bekannt.

## Aussehen und Verhalten
Alle Edelsittiche sehen sich recht ähnlich. Das Gefieder ist hauptsächlich grün. Bei ihnen machen die verlängerten Schwanzfedern über 50 % der Gesamtlänge aus. Männchen und Weibchen zeigen ein unterschiedlich gefärbtes Gefieder (Geschlechtsdimorphismus). Ebenso gibt es Unterschiede zwischen ausgewachsenen Vögeln und Jungvögeln. Das Federkleid ist bei allen wildfarbigen Edelsittichen grün.

## Arten
- Bartsittich (P. alexandri)

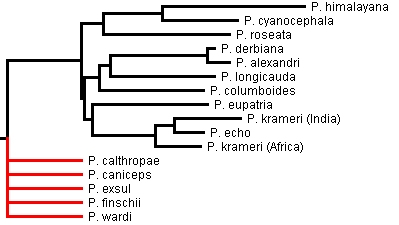
Die Phylogenese der Gattung Psittacula, basierend auf existierenden molekularen Nachweisen. Die Arten mit einer roten Linie wurden noch nicht klassifiziert.

- Blauschwanzsittich (P. calthropae)
- Graukopfsittich (P. caniceps)
- Taubensittich (P. columboides)
- Pflaumenkopfsittich (P. cyanocephala)
- Chinasittich (P. derbiana)
- Mauritiussittich (P. echo)
- † Mauritius-Grausittich (P. bensoni)
- Alexandersittich (P. eupatria) (auch „Großer Alexandersittich“ genannt)
- † Rodrigues-Sittich (P. exsul)
- Himalajasittich (P. himalayana) (auch „Himalaya-Sittich“ genannt)
- Halsbandsittich (P. krameri) (auch „Kleiner Alexandersittich“ genannt)
- Langschwanzsittich (P. longicauda)
- Rosenkopfsittich (P. roseata)
- † Seychellen-Sittich (P. wardi)

## Geschichte
Zahme Edelsittiche wurden schon vor zweieinhalbtausend Jahren als Haustiere an indischen Höfen gehalten. Für einen Nagaraka (नागरक), einen intellektuellen jungen Inder der reichen Oberschicht, gehörte die Fähigkeit, einem Papageien das Sprechen beizubringen, sogar zu den vierundsechzig in dem altindischen Lehrbuch Kamasutra von Watsjajana verzeichneten Fertigkeiten, die er zu beherrschen hatte.
Die erste überlieferte europäische Erwähnung stammt vom Griechen Ktesias von Knidos, der 397 v. Chr. das Buch Indika veröffentlichte. Dem entspricht, dass die ersten Importe von Papageienvögeln – Großen und Kleinen Alexandersittichen – aus Indien nach Europa unter Alexander dem Großen erfolgten. Davon ist auch der wissenschaftliche Name Psittacula abzuleiten: Es handelt sich hier um den Diminutiv (konkret die feminine Form) zu lateinisch psittacus, das wiederum durch Vermittlung über altgriechisch ψίττακος psíttakos eine Übernahme aus dem Altindischen ist. Der Gattungsname ist daher etwa als „Papageichen“ oder „kleiner Papagei“ zu übersetzen.